# 美国众议院无投票权成员
美國眾議院的無投票權成員（英語：Non-voting members of the United States House of Representatives），也被稱為代表或（就波多黎各而言）駐地專員，是在眾議院中代表其領地的代表。他們在眾議院全院會議中沒有投票權，但擁有在會場發言的權利，並能參與某些眾議院的其他職能。無投票權成員可以提出法案，並在他們所屬的眾議院委員會中投票。
目前共有六名無投票權成員：一名代表哥倫比亞特區的代表、一名代表波多黎各的駐地專員，以及其餘四個永久居住的美國領地（美屬薩摩亞、關島、北馬里亞納群島和美屬維爾京群島）各一名代表。第七名代表切羅基民族的代表已被正式提名但尚未就任；第八名代表喬克托民族的代表則在《舞兔溪條約》中被提及，但既未被提名也未就任。與有投票權的成員一樣，代表每兩年選舉一次，但波多黎各的駐地專員則是每四年選舉一次。

## 代表的特權
無投票權成員僅在眾議院任職；美國參議院沒有無投票權成員（唯一的例外是美國副總統，他僅能在票數持平時投下打破僵局的一票），也沒有代表領地或哥倫比亞特區的成員。所有代表的任期為兩年，而駐地專員的任期為四年。 他們享有與正式眾議員相似的薪酬、福利和郵資特權（即無需貼郵票即可寄送公務郵件）。 無投票權成員的權利由每屆國會（即每兩年）通過的眾議院規則所規定。自1993年以來，這些規則已更改三次，現任的代表和駐地專員享有一些他們以往所沒有的特權。

## 早期歷史

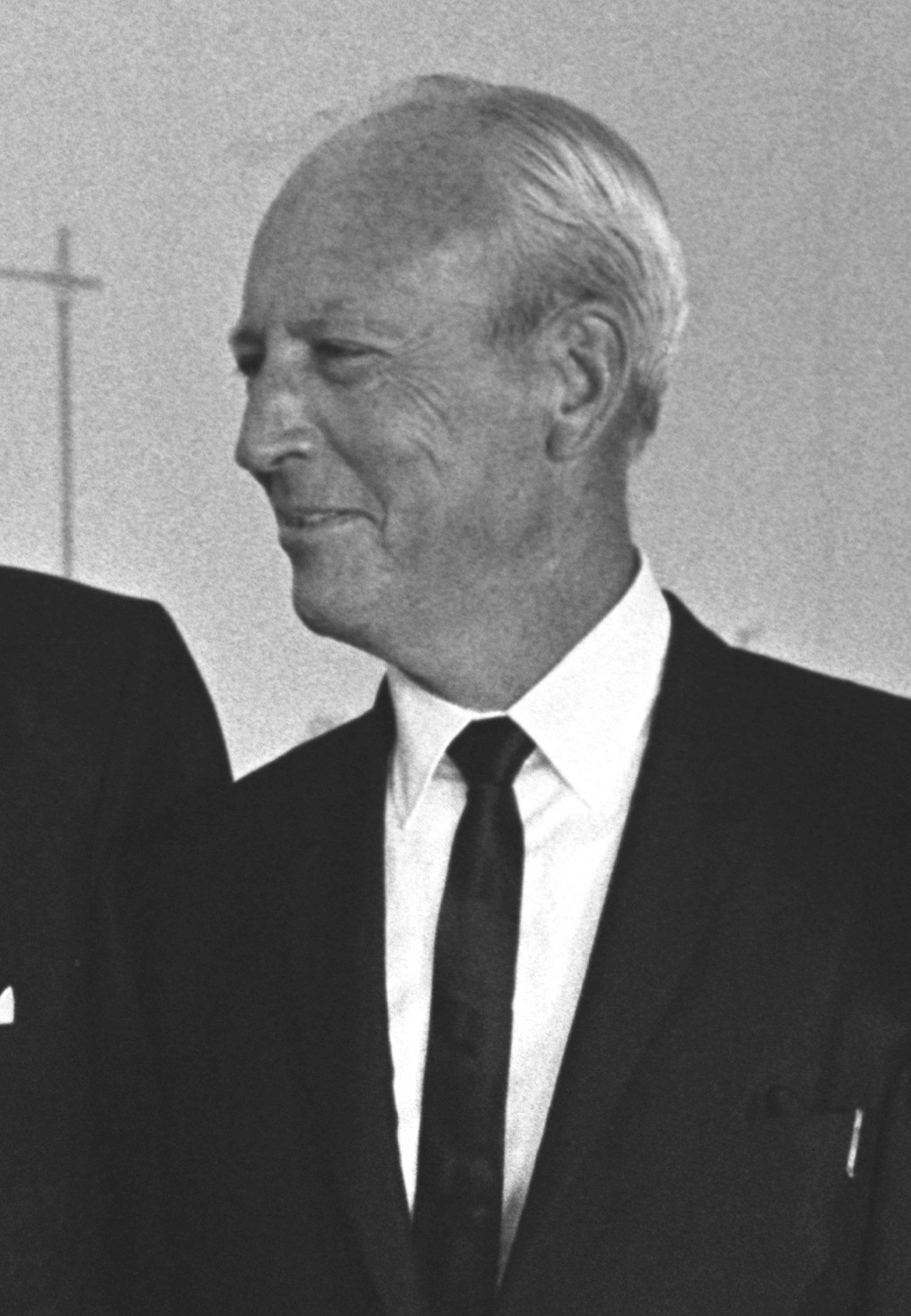
約翰·A·伯恩斯，來自夏威夷，是國會中最後一位連續任職的代表

在美國憲法批准之前，領地代表就已存在。《1787年西北條例》允許擁有「五千名自由成年男性居民」的領地選舉一名無投票權的代表進入邦聯議會。 憲法批准後，第一屆美國國會重新頒布了該條例，並將其適用範圍擴大到俄亥俄河以南的領地。
1790年，剛剛批准憲法成為第12個州的北卡羅來納州，將其國會代表團派往當時的聯邦首都紐約市。其中包括前富蘭克林國州長約翰·塞維爾，他的選區（華盛頓區）包含了「阿勒格尼山脈以外的郡縣」。 他於1790年6月16日就職，但北卡羅來納州政府已於1790年2月25日將華盛頓區割讓給聯邦政府，並於1790年8月7日將其組織為西南領地。 他在眾議院任職至1791年3月3日，之後被任命為民兵准將。
1794年9月3日，詹姆斯·懷特 (西南領地政治人物)被包含前華盛頓區的西南領地選為國會代表。 眾議院提出一項決議，准許他進入國會，但由於代表一職並非憲法規定的職位，眾議院就懷特應享有哪些特權進行了辯論。由於《西北條例》僅規定代表應「在國會中」佔有一席，因此首次辯論是關於代表應在哪個議院就座。關於他應在兩院都有一席以及其辯論權僅限於領地事務的決議均被否決。最終，眾議院投票決定給予他在眾議院的無投票權席位。
在他入席後，眾議員們辯論他是否應該宣誓。眾議員詹姆斯·麥迪遜表示：「懷特先生的恰當定義應在憲法的法律和規則中尋找。因此，他並非國會成員，故不能被指令宣誓，除非他自願為之。」
由於他不是成員，他未被要求宣誓，儘管此後的每一位代表都宣了誓。 他還被授予郵資特權，允許他免費寄送公務郵件，並獲得與議員相同的薪酬。
1802年，國會通過一項法律，明確將郵資特權和薪酬擴展至代表。1817年通過的一項法案則將代表的任期和特權法典化：

「在美國的每一個已建立或將要建立臨時政府的領地……應有權派遣一名代表至國會，該代表應每兩年選舉一次，任期與美國眾議院議員的兩年任期相同；在該院中，上述每位代表應享有一席，有辯論權但無投票權。」

從那時起，直到1959年8月，沒有一屆國會沒有代表。在1870年至1891年期間，曾有多達十名代表同時任職。隨著夏威夷建州以及波多黎各派遣駐地專員，該職位暫時消失。

## 駐地專員

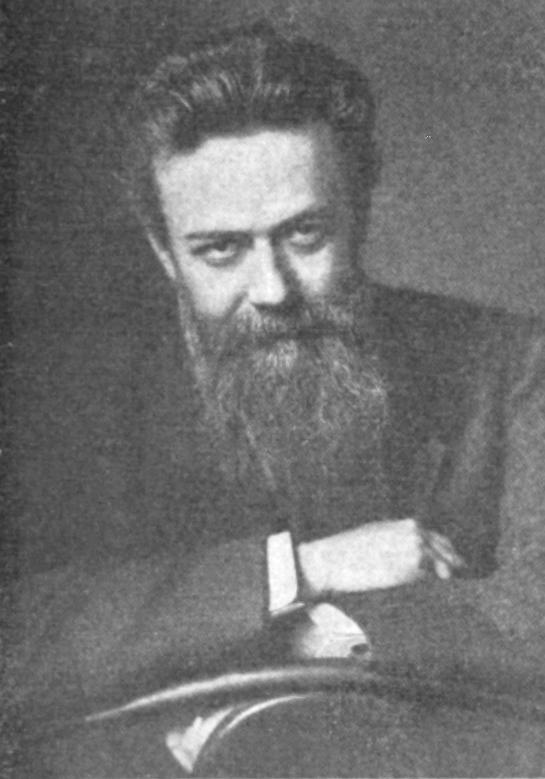
費德里科·德赫陶，來自波多黎各，是美國國會中的第一位驻地专员

與代表相似的是駐地專員（resident commissioner），他們代表在美西戰爭期間獲得的大片地區。在20世紀大部分時間裡，這些地區被視為殖民地而非領地，與之前獲得的將成為美國本土或阿拉斯加與夏威夷的地區不同，其居民最初不具備美國公民的權利或身份。 領地在國會同意下可以從美國獨立， 菲律賓就是一個例子。

### 波多黎各
波多黎各，一個美國聯邦，自1901年以來一直由一名無投票權的駐地專員代表。該駐地專員在眾議院中擁有與代表相似的地位，但自1921年以來，其任期為四年。駐地專員是唯一一位任期為此長度的眾議院當選成員。

### 菲律賓
從1907年到1937年，當菲律賓還是美國領地時，它選舉兩名無投票權的駐地專員在美國眾議院任職。從1937年到1946年，當它成為美國聯邦時，菲律賓派遣一名無投票權的駐地專員到眾議院。1946年獨立後，菲律賓便不再在國會中有代表。

## 歷任代表列表
按其國會選區列出。
| 選區                       | 開始年份 | 結束年份 | 持續時間（年） |
| -------------------------- | -------- | -------- | -------------- |
| 亞拉巴馬領地單一國會選區   | 1818     | 1819     | 1              |
| 阿拉斯加领地不分区国会选区 | 1906     | 1959     | 53             |
| 亞利桑那領地單一國會選區   | 1864     | 1912     | 48             |
| 阿肯色領地單一國會選區     | 1819     | 1836     | 17             |
| 科羅拉多領地單一國會選區   | 1861     | 1876     | 15             |
| 達科他領地單一國會選區     | 1861     | 1889     | 28             |
| 佛羅里達領地單一國會選區   | 1822     | 1845     | 23             |
| 夏威夷領地單一國會選區     | 1900     | 1959     | 59             |
| 愛達荷領地單一國會選區     | 1864     | 1890     | 26             |
| 伊利諾伊領地單一國會選區   | 1812     | 1818     | 6              |
| 印第安納領地單一國會選區   | 1805     | 1816     | 11             |
| 愛荷華領地單一國會選區     | 1838     | 1846     | 8              |
| 堪薩斯領地單一國會選區     | 1854     | 1861     | 7              |
| 密西根領地單一國會選區     | 1819     | 1836     | 17             |
| 明尼蘇達領地單一國會選區   | 1849     | 1858     | 9              |
| 密西西比領地單一國會選區   | 1801     | 1817     | 16             |
| 密蘇里領地單一國會選區     | 1812     | 1821     | 9              |
| 蒙大拿領地單一國會選區     | 1865     | 1889     | 24             |
| 內布拉斯加領地單一國會選區 | 1855     | 1867     | 12             |
| 內華達領地單一國會選區     | 1861     | 1864     | 3              |
| 新墨西哥領地單一國會選區   | 1851     | 1912     | 61             |
| 西北領地單一國會選區       | 1799     | 1802     | 3              |
| 奧克拉荷馬領地單一國會選區 | 1890     | 1907     | 17             |
| 奧勒岡領地單一國會選區     | 1849     | 1859     | 10             |
| 奧爾良領地單一國會選區     | 1806     | 1812     | 6              |
| 菲律賓驻地华专员           | 1907     | 1946     | 39             |
| 西南領地單一國會選區       | 1794     | 1796     | 2              |
| 猶他領地單一國會選區       | 1851     | 1897     | 46             |
| 華盛頓領地單一國會選區     | 1854     | 1889     | 35             |
| 威斯康辛領地單一國會選區   | 1836     | 1848     | 12             |
| 懷俄明領地單一國會選區     | 1869     | 1890     | 21             |

## 現任代表
在1960年代中期，一些沒有希望成為州的小型領地開始請願在國會中獲得代表權。從1970年開始，眾議院開始授予這些領地代表權，但投票權受到限制。

### 美屬薩摩亞

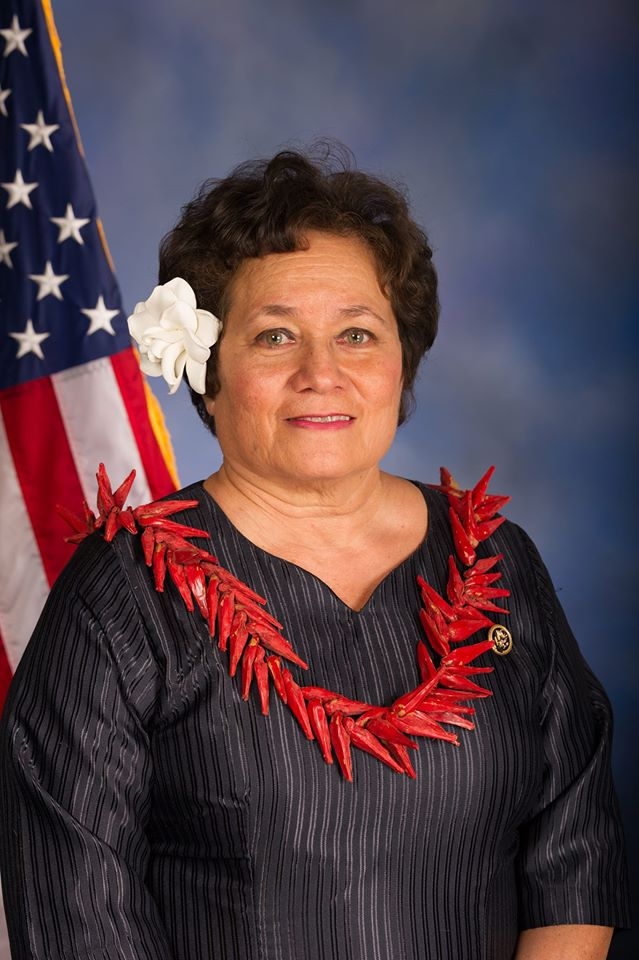
阿玛塔·科尔曼·拉德瓦根是美屬薩摩亞首位女性代表

由於美屬維爾京群島和關島在華盛頓已有代表，美屬薩摩亞的「政治地位研究委員會」與這兩個領地的代表舉行了會議。他們回到帕果帕果後，深信在國家首都擁有這種代表權的重要性。到1970年，美屬薩摩亞議會的成員已經參加了十多年的華盛頓預算聽證會。在1969年7月的一次特別會議上，美屬薩摩亞參議院議長薩拉諾阿·奧莫埃洛戈提出參議院第54號法案，旨在設立一名任期四年、派駐華盛頓的全區代表（無國會權利），該法案於1969年8月8日由州長歐文·阿斯皮納爾批准。A·U·富馬奧諾於1970年當選為首位全區代表，之後為競選美屬薩摩亞總督而辭職但未成功。A·P·盧塔利於1975年成為該領地第二位駐華盛頓代表。富富·伊奧塞法·菲蒂·蘇尼亞在盧塔利拒絕競選連任後於1978年當選。他去華盛頓時知道自己的任期將僅限於兩年，因為一項為美屬薩摩亞設立正式無投票權代表席位的法律已經通過。蘇尼亞於1981年當選為美屬薩摩亞首位國會代表。

### 哥倫比亞特區

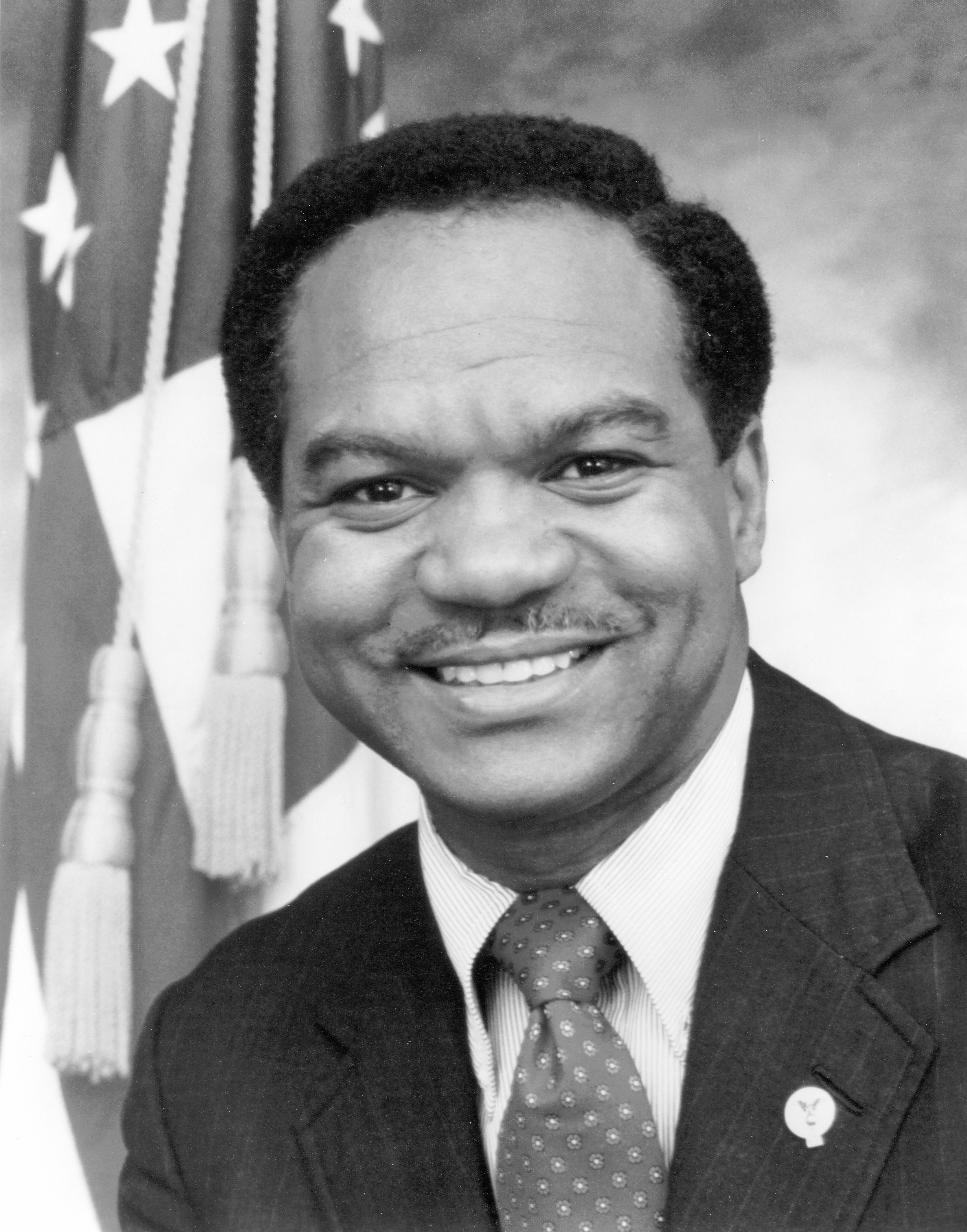
華特·E·福恩特羅伊，1971年至1991年的哥倫比亞特區代表

哥倫比亞特區在技術上是一個聯邦管區——不是領地、聯邦或島嶼地區。然而，從1871年到1875年，它曾短暫地擁有一名國會代表。這種情況並未持續多久，國會代表權隨即被終止。該區直到1971年才再次有代表，當時眾議院同意華特·E·福恩特羅伊入席。 他在該職位上任職至1991年1月3日，之後由埃莉諾·福爾摩斯·諾頓當選。諾頓至今仍在任。

### 美屬維爾京群島
1972年，眾議院同意接納羅恩·德盧戈為美屬維爾京群島的代表。該群島自1917年根據1916年的《丹麥屬西印度群島條約》從丹麥購得後，成為美國領地。現任代表、民主黨人斯泰西·普拉斯基特，成為第一位在第二次唐納·川普彈劾案中擔任彈劾經理人的無投票權代表。

### 關島

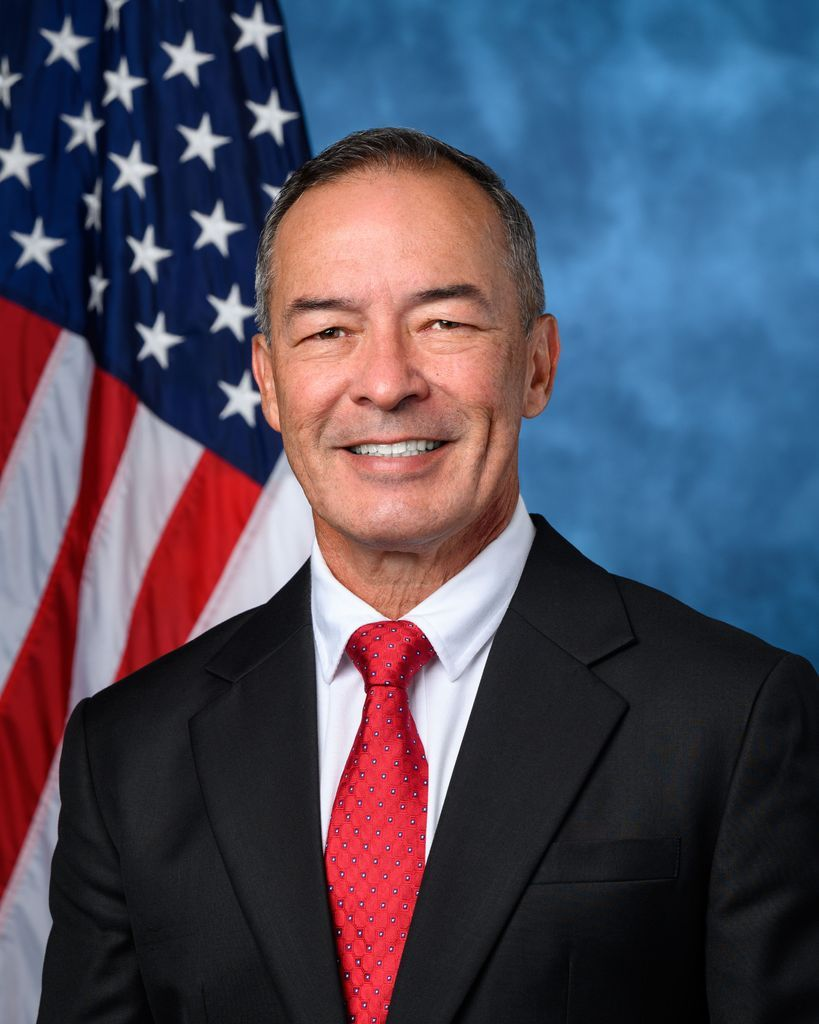
詹姆斯·莫伊倫，自2023年起的關島代表

1972年，眾議院也同意接納安東尼奧·博爾哈·溫·帕特為關島的代表。關島自1899年根據《巴黎條約》由西班牙割讓給美國後，成為美國領地。溫·帕特自1965年起擔任華盛頓代表，這是一個沒有國會權利的職位，旨在為關島爭取在眾議院的席位。自2023年起，該席位由共和黨人詹姆斯·莫伊倫代表。

### 北馬里亞納群島
三十年來，自1978年起，北馬里亞納群島自由邦（CNMI）的公民選舉一名駐地代表，通常稱為華盛頓代表。這是一個沒有國會權利的職位，旨在代表CNMI在華盛頓處理相關官方事務。
2008年，由總統喬治·W·布希簽署的《2008年綜合自然資源法》將駐地代表一職替換為一名眾議院無投票權代表。首位代表的選舉於2008年11月舉行。這是選票上唯一的競選項目，因為CNMI的選舉傳統上在奇數年舉行。民主黨人格雷戈里奧·薩布蘭贏得選舉，並於2009年1月就職。 薩布蘭於2024年退休，由共和黨人金柏琳·金-辛德斯繼任。

## 擬議中的代表權

### 美國原住民條約權利代表

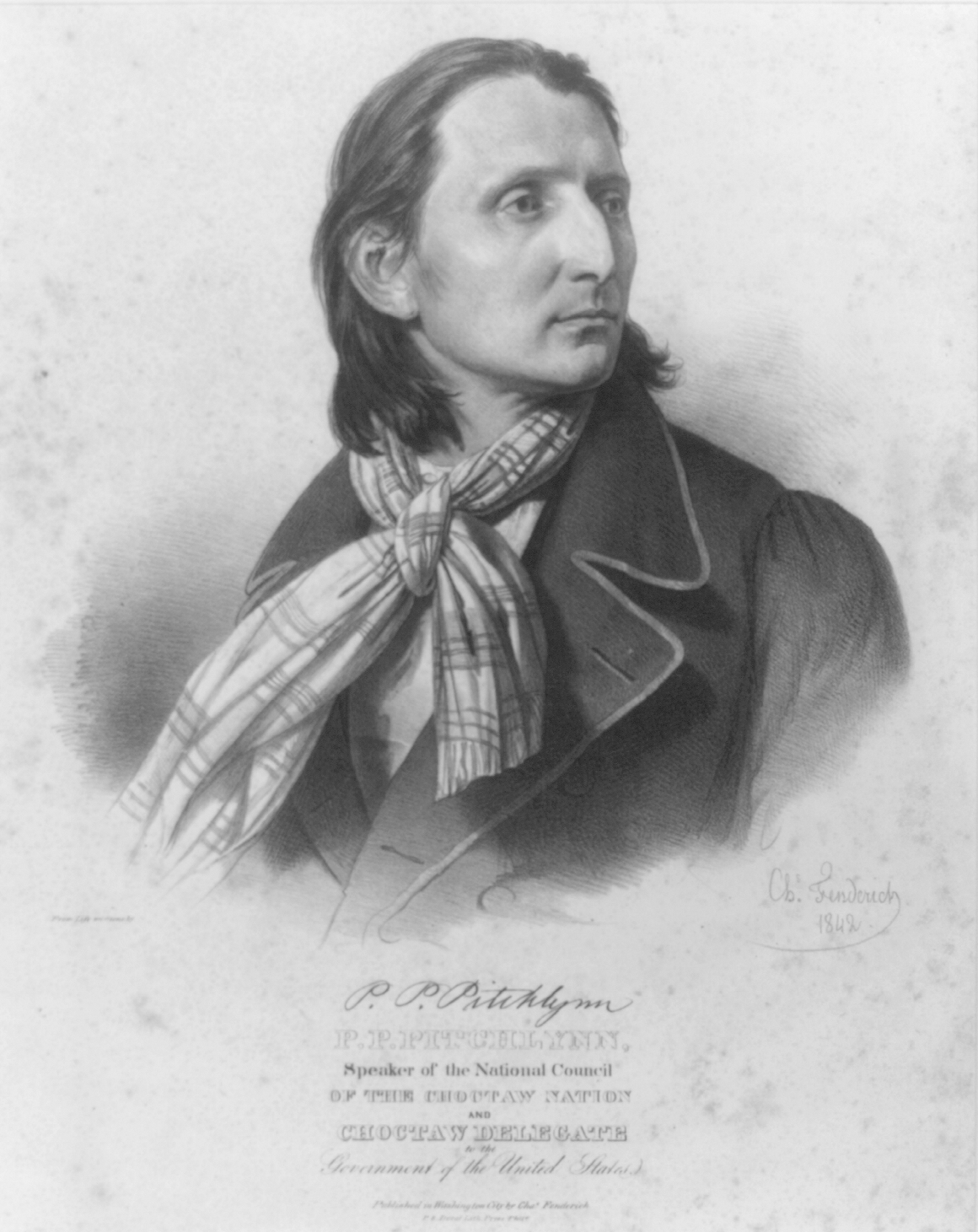
喬克托民族代表彼得·皮奇林，他於1845年至1861年及1866年至1881年擔任大使

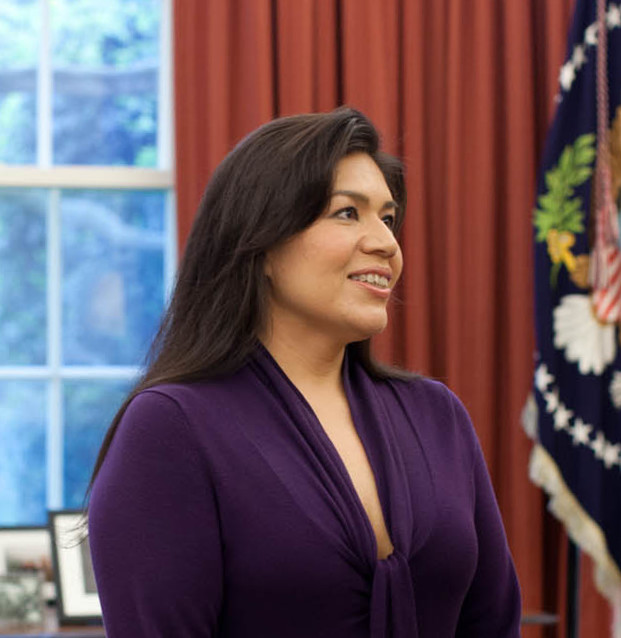
切羅基民族國會代表金伯利·蒂希

切羅基民族和喬克托民族這兩個美國原住民部落擁有向國會派遣代表的條約權利。在1785年的《霍普韋爾條約》（並在1835年的《新埃科塔條約》中確認）中，切羅基民族被承諾擁有派一名無投票權代表的權利；而在1830年的《舞兔溪條約》中，喬克托民族也被承諾「當國會為此（代表席位）作出規定時」可派一名代表。然而，國會從未為印第安部落任命代表作出過規定。 喬克托部落從未任命過國會代表，而切羅基民族直到2019年才這麼做。 不過，喬克托民族在19世紀大部分時間裡都向華盛頓派遣了一名非國會代表，作為代表他們與美國政府交涉的大使，其中最著名的是彼得·皮奇林。
此外，美國與原住民國家簽署的第一份條約——1778年與萊納佩人（德拉瓦民族）簽訂的《皮特堡條約》，鼓勵他們成立一個可以在國會中有代表的州；然而，條約是否允許在未成立州的情況下派遣代表尚不清楚。 2022年，德拉瓦民族主席黛博拉·多森表示，他們條約權利比切羅基人的「更強」，並對他們條約承諾被忽視表示失望。
在州立法機關層級也存在類似情況，緬因州眾議院為三個原住民部落保留了無投票權代表席位：佩諾布斯科特民族（自1823年起）、帕薩馬科迪人（自1842年起）和馬利西特人（自2012年起）。 部落代表的權利隨時間有所波動，但似乎源於麻薩諸塞州議會的慣例（緬因在1820年之前是麻薩諸塞州的一部分）。 與聯邦層級不同，緬因州的部落代表是由州法律而非條約設立的。 截至2015年，只有帕薩馬科迪人的席位有人擔任；其他兩個部落為抗議部落主權和權利問題，選擇暫不填補其席位。 據稱，威斯康辛州議會、加拿大新不倫瑞克省立法議會和紐西蘭國會正在研究緬因州的原住民代表政策，以供自身採納（儘管紐西蘭自1867年起已設立毛利人選舉議席）。
然而，關於此類代表的合法性，仍存在一些未經檢驗的問題。如果部落公民同時由一名有投票權的議員和一名無投票權的代表在眾議院中代表，這可能被視為與「一人一票」原則相悖。關於由哪個聯邦承認的部落來任命相關代表也可能產生分歧（例如，喬克托代表可能僅代表奧克拉荷馬喬克托民族，也可能同時代表密西西比州喬克托印第安人；切羅基民族與聯合基圖瓦切羅基印第安人也存在類似情況）。 2022年，國會研究處發表了題為《關於切羅基民族代表在眾議院就職的法律和程序問題》的報告，探討了這些擔憂和後勤問題。
2019年8月25日，切羅基民族正式宣布打算任命一名代表，提名該部落的政府關係副主席金伯利·蒂希為其首位代表。 根據其他無投票權代表的任命程序，眾議院必須投票才能正式接納蒂希。 一些國會領袖對蒂希由部落政府任命而非由部落成員選舉產生表示擔憂；蒂希則辯稱，由於切羅基民族是主權國家，她作為代表的任命應被視為類似於大使。 將原住民代表視為大使的觀點與過去原住民特使派駐華盛頓以及緬因州級別的部落代表的歷史相符。 蒂希在第116屆美國國會的任命未能敲定，據報導因COVID-19疫情而延遲。 截至2022年9月，蒂希仍未就座，當時切羅基民族政府重申其堅持要求國會讓她就座。

### 擬議中的參議院代表權
曾代表關島的眾議員米高·聖尼古拉斯提出了法案，建議由關島、美屬薩摩亞、北馬里亞納群島、波多黎各和美屬維爾京群島各選舉一名無投票權的參議院代表，任期均為六年。 2022年版本的法案H.R. 6941獲得了國會西班牙裔黨團的支持。聖尼古拉斯還共同發起了支持哥倫比亞特區和波多黎各建州的立法。

## 投票權的擴大（與縮減）
無投票權代表的職位如今已成為眾議院中或多或少是永久性的設置，並得到立法的支持。 然而，該立法規定「……在委員會中的投票權應由眾議院規則提供。」根據美國憲法第一條第五款，眾議院可自行制定規則，這允許眾議院多數派改變代表的權力。自1970年代以來，代表們一直在國會委員會中任職，享有與國會議員相同的權力與特權，包括投票權，但自1993年以來，他們在眾議院全院會議上的投票能力已多次改變。
1993年，第103屆美國國會批准了一項規則變更，允許四名代表和駐地專員在眾議院全院會議上投票，但僅限於在全體委員會中。然而，如果任何議案因代表的投票而通過或失敗，則會進行第二次投票——而代表們將被排除在外。換言之，代表們只有在他們的投票對議案的最終結果沒有影響時才被允許投票。這一變更遭到了共和黨的譴責（當時所有五名代表要麼是民主黨人，要麼與民主黨結盟），認為這是黨派偏袒的表現；民主黨在1992年選舉中失去了一打眾議院席位，共和黨指責允許代表投票會增加民主黨的票數。 1995年，這項規則被新上任的第104屆美國國會共和黨多數派推翻；剝奪了所有與民主黨結盟的代表們即使是無決定性影響的投票權。 在2007年1月重新掌控眾議院後，民主黨在第110屆和第111屆國會期間恢復了代表們在1993-1995年間的地位。 2011年重新掌控眾議院後，共和黨在第112屆美國國會任期內再次取消了代表在全體委員會中的投票權。 2019年，民主黨重新掌控眾議院，自第116屆美國國會以來，代表們一直保留在全體委員會中的投票權。與以往的共和黨多數派形成對比的是，在第118屆國會中，代表在全體委員會的投票權仍然保留。

## 現任美國眾議院無投票權成員
截至第118屆美國國會，六名無投票權代表包括三名民主黨人和三名共和黨人。來自波多黎各的巴勃羅·埃爾南德斯·里維拉是波多黎各人民民主黨成員，在全國層面與民主黨結盟。
| 選區               | 職稱     | 現任代表                      | 政黨               | 院會黨團 歸屬 | 首次 當選 | 選區地圖 |
| ------------------ | -------- | ----------------------------- | ------------------ | ------------- | --------- | -------- |
| 美屬薩摩亞全區     | 代表     | 阿姆阿·阿瑪塔·科爾曼·羅德威根 | 共和黨             | 共和黨        | 2014      |          |
| 哥倫比亞特區全區   | 代表     | 埃莉諾·福爾摩斯·諾頓          | 民主黨             | 民主黨        | 1990      |          |
| 關島全區           | 代表     | 詹姆斯·莫伊倫                 | 共和黨             | 共和黨        | 2022      |          |
| 北馬里亞納群島全區 | 代表     | 金柏琳·金-辛德斯              | 共和黨             | 共和黨        | 2024      |          |
| 波多黎各全區       | 駐地專員 | 巴勃羅·埃爾南德斯·里維拉      | 波多黎各人民民主黨 | 民主黨        | 2024      |          |
| 美屬維爾京群島全區 | 代表     | 斯泰西·普拉斯基特             | 民主黨             | 民主黨        | 2014      |          |

## 延伸閱讀
- Gilmore, James. . New York: D. Appleton and Company. 1887.

## 外部連結
- 哥倫比亞特區國會代表的歷史與權力